# Mutagénese sítio-dirigida
Mutagénese sítio-dirigida ou mutagénese sítio-específica é uma metodologia de biologia molecular usada para realizar alterações específicas e intencionais na sequência de ADN. Essa metodologia possui aplicações na pesquisa básica, para investigar a estrutura e atividade biológica de genes, moléculas de ARN e proteínas; e também na pesquisa aplicada, como parte do processo a engenharia e design de proteínas.

## Mecanismo básico
O processo de mutagênese sítio-dirigida requer um primer de ADN, o qual pode ser um oligonucleotídeo sintetizado em laboratório, que não só contenha a mutação desejada como também seja complementar à região circundante da fita molde do gene de interesse. Através dessa complementariedade, o primer pode ser usado para produzir cópias do gene de interesse através da reação da ADN polimerase. A sequência obtida é então introduzida em um vetor, que é clonado em células hospedeiras. Por fim, os mutantes que contiverem a mutação desejada são selecionados através de sequenciamento de ADN.
A mutagênese sítio-dirigida é restrita a pequenas mutações, como alterações em uma única base nitrogenada (mutação pontual), múltiplas bases, além de inserções e deleções.

## Abordagens
Existem diversas abordagens para a realização da mutagênese sítio-dirigida, sendo algumas mais preferidas devido ao seu menor custo.

### Método de Kunkel
Esse método, desenvolvido por Thomas Kunkel em 1985 permite a produção de mutações através do anelamento entre o oligonucleotídeo contendo a mutação e uma fita molde de DNA fita-simples contendo uracila (dU-ssDNA). Esse método, apesar de rápido e barato, possui eficiência variável, podendo variar de >50% para mutações únicas a >30% para mutações duplas, isto é, duas mutações no mesmo oligonucleotídeo.
Nesse método, um plasmídeo contendo a região do gene de interesse é clonado em uma linhagem de E. coli deficiente nas enzimas de reparo dUTP-difosfatase e uracila-DNA glicosilase. Sem essas enzimas, cuja função é proteger o genoma bacteriano da de-aminação espontânea de citosina à uracila, a célula acaba com excesso de dUTP e alta probabilidade de incorporar erroneamente uracilas no lugar de timinas.
Após a clonagem da região de interesse na E. coli, a sequência de DNA fita-simples contendo uracila (dU-ssDNA) é extraida e então utilizada como fita molde para a mutagênese. A fita heteroduplex resultante do anelamento e extensão contém então a fita parental contendo uracilas, e a fita com a mutação de interesse. Ao inseri-la em uma linhagem de E. coli com as duas enzimas de reparo funcionais, a fita parental é degradada, restando majoritariamente DNA contendo a mutação de interesse.

### Mutagênese em cassete
Na mutagênese em cassete, um oligonucleotídeo de dupla-fita sintético (conhecido como cassete gênico) contendo a mutação de interesse entre dois sítios de restrição é usado para substituir um fragmento no DNA alvo. Esse método, que não depende da extensão de um primer de DNA, é capaz de gerar mutantes com alta eficiência, porém é restrito à presença de sítios de restrição adequados no entorno da região de interesse.

### Mutagênese por PCR sítio-dirigida
Nesse protocolo, a reação em cadeia da polimerase é utilizada para estender a região entre dois sítios de restrição e simultaneamente gerar uma cópia com a mutação de interesse.

### CRISPR
Desenvolvida em 2012, a tecnologia CRISPR/Cas faz uso do sistema enzimático quimérico CRISPR-Cas, que consiste em uma fita guia contendo a mutação (baseada no locus CRISPR) e a enzima Cas9 que cliva o DNA alvo no local indicado. Devido à grande facilidade e especificidade dessa tecnologia, ferramentas similares porém menos específicas, como TALEN, ZNF e Gene cutter BRCA1, foram rapidamente suplantadas na área de edição genômica.

## Síntese de genes
Devido à queda nos custos da síntese artificial de oligonucleotídeos, em alguns casos é possível realizar a síntese de um gene por completo, permitindo a inserção de múltiplas mutações no mesmo gene ou mesmo o completo redesign do mesmo, alterando por exemplo seus códons e otimizando-os para um organismo em particular.